# ARPANET

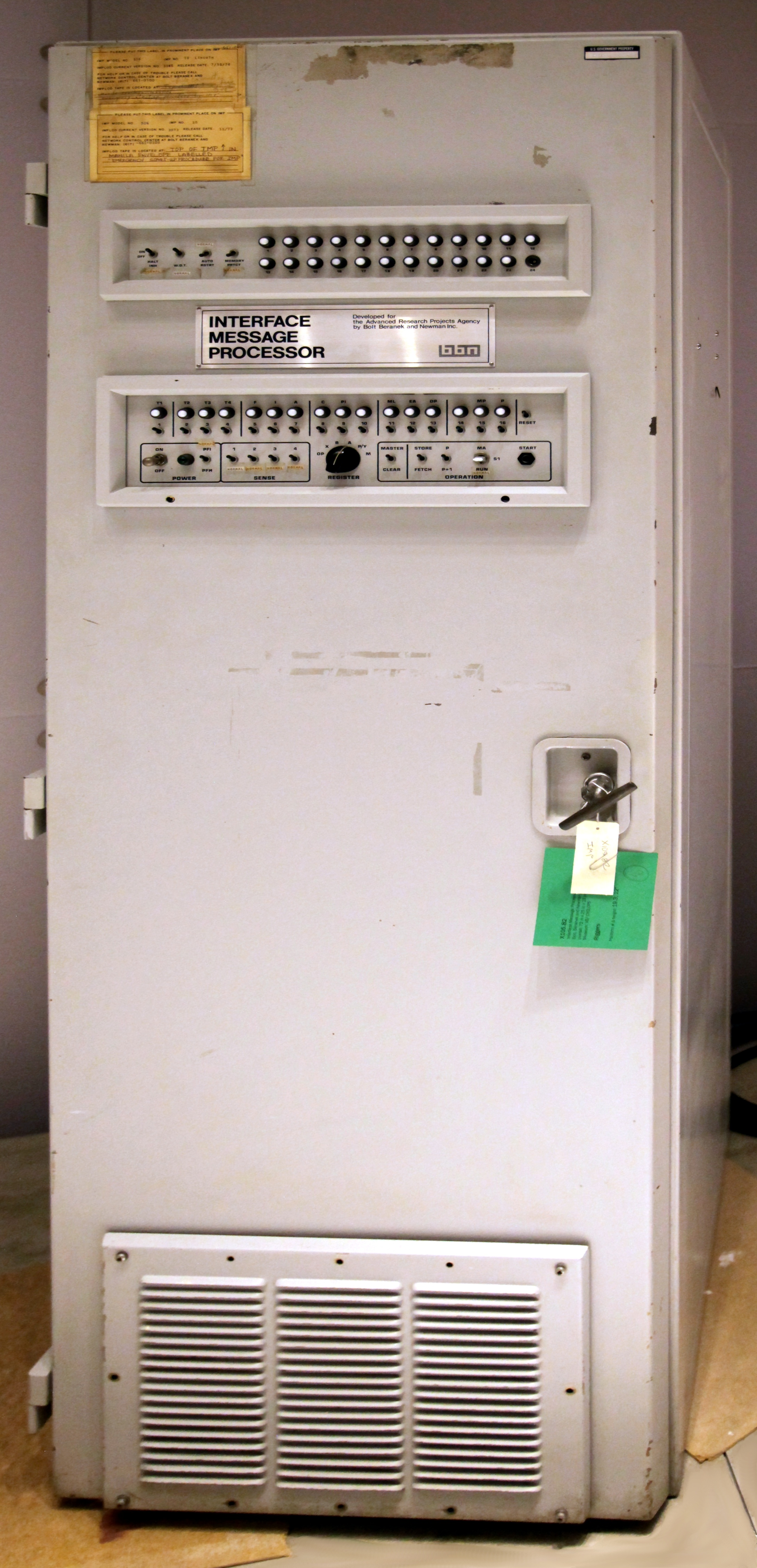
Il primo router di ARPANET, il BBN Interface Message Processor (IMP), del 1969

ARPANET (acronimo di "Advanced Research Projects Agency NETwork", lett. "Rete dell'Agenzia per i progetti di ricerca avanzati") fu una rete di computer studiata e realizzata nel 1969 dalla DARPA.

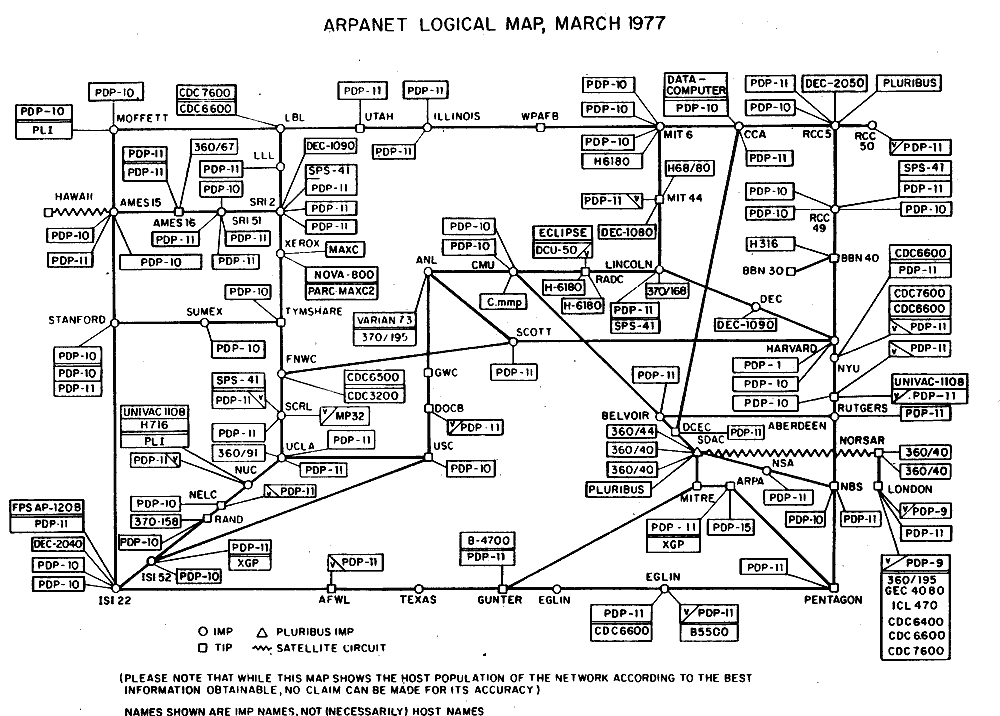
La mappa logica di ARPANET nel marzo 1978

Nel 1958 fu fondato dal Governo degli Stati Uniti l'istituto di ricerca ARPA (acronimo di Advanced Research Projects Agency), con l'obiettivo di cercare soluzioni tecnologiche innovative. Fra gli incarichi dell'istituto era trovare una soluzione alle problematiche legate alla sicurezza e disponibilità di una rete di telecomunicazioni.
Il progetto fu sviluppato a partire dagli anni sessanta, durante la Guerra Fredda, con la collaborazione di varie università americane, con lo scopo di costruire una rete di comunicazione militare capace di resistere anche ad un attacco nucleare su vasta scala. Secondo altre fonti, questa tesi è una leggenda alimentata da un articolo pubblicato sul “Time” del 1993 di Philip Elmer-Dewitt .
Alle origini ARPANET era una rete militare finalizzata allo scambio di informazioni, un sistema che doveva essere veloce e sicuro.
Nell'aprile del 1969 fu pubblicata la prima RFC, un documento pubblico che riporta informazioni o specifiche riguardanti nuove ricerche, innovazioni e metodologie in ambito informatico , ed ad ottobre dello stesso anno venne inviato con successo il primo comando sulla rete: una richiesta di login ad un computer collegato in remoto.
Per tutti gli anni Settanta ARPANET continuò a svilupparsi in ambito universitario e governativo, ma dal 1974, con l'avvento dello standard di trasmissione TCP/IP (Transmission Control Protocol/Internet Protocol), il progetto della rete prese ad essere denominato Internet.
È negli anni ottanta, grazie all'avvento dei personal computer, che un primo grande impulso alla diffusione della rete al di fuori degli ambiti più istituzionali e accademici ebbe il suo successo, rendendo di fatto potenzialmente collegabili centinaia di migliaia di utenti. Fu così che gli "utenti" istituzionali e militari cominciarono a rendere partecipi alla rete i membri della comunità scientifica, che iniziarono così a scambiarsi informazioni e dati, ma anche messaggi estemporanei ed a coinvolgere, a loro volta, altri "utenti" comuni. Nacquero in questo modo, spontaneamente, l'e-mail o posta elettronica, i primi newsgroup e di fatto una rete: Internet.

## Da ARPANET a Internet
Nel 1983 ARPA esaurì il suo scopo: lo stato chiuse l'erogazione di fondi pubblici, la sezione militare si isolò, necessitando di segretezza assoluta a protezione delle proprie informazioni, e nacque perciò MILNET.
Con il passare del tempo, l'esercito si disinteressò sempre più del progetto (fino ad abbandonarlo nel 1990), che rimase sotto il pieno controllo delle università, diventando un utile strumento per scambiare le conoscenze scientifiche e per comunicare.
In seguito, nei primi anni novanta, con i primi tentativi di sfruttamento commerciale, grazie a una serie di servizi offerti da varie aziende, ebbe inizio il vero boom di ARPANET, nel frattempo rinominata Internet, e negli stessi anni nacque una nuova architettura capace di semplificare enormemente la navigazione: il World Wide Web, inventato da Tim Berners-Lee nel 1989.
ARPANET fu la prima rete a commutazione di pacchetto del mondo.
La commutazione di pacchetto, ora base dominante della tecnologia usata per il trasferimento di voce e dati in tutto il mondo, era un concetto nuovo e importante nelle telecomunicazioni. Mediante questa tecnica, i messaggi e le informazioni vengono suddivisi in pacchetti dati di lunghezza fissa e ogni singolo pacchetto diventa un'unità a sé stante, capace di viaggiare sulla rete in modo completamente autonomo. Non è importante che tutti i pacchetti che compongono un determinato messaggio rimangano uniti durante il percorso o arrivino nella sequenza giusta. Le informazioni che essi convogliano al loro interno sono sufficienti per ricostruire, una volta arrivati a destinazione, l'esatto messaggio originale.
La sostanziale differenza con Internet è che quest'ultima si compone di migliaia di singole reti, ciascuna che raccoglie a sua volta un numero più o meno grande di host. Il sistema di connessione può essere vario: fibra ottica per le grandi distanze, cavo coassiale e doppino telefonico, satellite, onde radio, raggi infrarossi. Si tratta di un mondo in continua trasformazione, ma nel suo insieme lo spazio Internet è sempre disponibile e la sua esistenza non dipende dall'iniziativa di una singola azienda oppure di un singolo governo.